# Promises and Lies
Promises and Lies é o décimo álbum de estúdio da banda UB40, lançado a 12 de julho de 1993.
O disco atingiu o nº 1 das paradas do Reino Unido, ficando 38 semanas nas paradas, sendo certificado dupla platina.

## Faixas
1. "C'est La Vie" - 4:31
2. "Desert Sand" - 4:48
3. "Promises and Lies" - 3:38
4. "Bring Me Your Cup" - 5:41
5. "Higher Ground" - 4:21
6. "Reggae Music" - 4:06
7. "(I Can't Help) Falling in Love With You" - 3:27
8. "Now and Then" - 3:40
9. "Things Ain't Like They Used to Be" - 4:01
10. "It's a Long Long Way" - 4:29
11. "Sorry" - 4:27

## Paradas
| Ano  | Parada            | Posição |
| ---- | ----------------- | ------- |
| 1993 | Billboard 200     | 6       |
| 1994 | Top Reggae Albums | 1       |
| 1996 | Top Reggae Albums | 12      |